# Puntate di Principesse al verde (seconda stagione)
La seconda stagione di Principesse al verde è andata in onda negli Stati Uniti su VH1 dal 9 giugno al 28 febbraio 2011. In Italia è andata in onda dal 18 settembre al 6 novembre 2012 su iLIKE.TV.
| nº | Titolo originale             | Titolo italiano              | Prima TV USA     | Prima TV Italia   |
| -- | ---------------------------- | ---------------------------- | ---------------- | ----------------- |
| 1  | You're So Not It, Girl       | You're So Not It, Girl       | 10 gennaio 2011  | 18 settembre 2012 |
| 2  | Live Fab... Now Pay The Tab  | Live Fab... Now Pay The Tab  | 17 gennaio 2011  | 25 settembre 2012 |
| 3  | Do You Want Fries With That? | Do You Want Fries With That? | 24 gennaio 2011  | 2 ottobre 2012    |
| 4  | Frugal Fashion?              | Frugal Fashion?              | 31 gennaio 2011  | 9 ottobre 2012    |
| 5  | The Allure of Manure         | The Allure of Manure         | 7 febbraio 2011  | 16 ottobre 2012   |
| 6  | Volunteer Vixens             | Volunteer Vixens             | 14 febbraio 2011 | 23 ottobre 2012   |
| 7  | Alone On The Range           | Alone On The Range           | 21 febbraio 2011 | 30 ottobre 2012   |
| 8  | Graduation Day               | Graduation Day               | 28 febbraio 2011 | 6 novembre 2012   |